# Tylotiella malva
Tylotiella malva is een slakkensoort uit de familie van de Drilliidae. De wetenschappelijke naam van de soort is voor het eerst geldig gepubliceerd in 1998 door Morassi.